# I'm Too Sexy
I'm Too Sexy é um single do grupo Right Said Fred, lançado em 1991.

## Singles
UK CD (CD SNOG 1)
1. "I'm Too Sexy" (Betty's mix)
2. "I'm Too Sexy" (7" mix)
3. "I'm Too Sexy" (12" instrumental)
4. "I'm Too Sexy" (Italian version)

UK 7" (SNOG 1) / cassette (CA SNOG 1)
1. "I'm Too Sexy"
2. "I'm Too Sexy" (instrumental)

UK 12" (12 SNOG 1)
1. "I'm Too Sexy"
2. "I'm Too Sexy" (7" version)
3. "I'm Too Sexy" (12" instrumental)

U.S. single
1. "I'm Too Sexy" (7" version)
2. "I'm Too Sexy" (Extended Club Mix)
3. "I'm Too Sexy" (Betty's Mix)
4. "I'm Too Sexy" (Instrumental)
5. "I'm Too Sexy" (Catwalk Mix)
6. "I'm Too Sexy" (Tushapella)
7. "I'm Too Sexy" (Spanish version)

## Presença em "Perigosas Peruas Internacional"

Trilha sonora internacional da novela Perigosas Peruas, onde a canção foi incluída.

A canção foi incluída na trilha sonora internacional da novela "Perigosas Peruas", exibida pela TV Globo em 1992. Na trama de Carlos Lombardi a música serviu como tema de locação da cidade do Rio de Janeiro

## Críticas
A revista Blender ranqueou esta canção na posição #49 da sua lista "The 50 Worst Songs Ever! Watch, Listen and Cringe!". Em 2007, o canal VH1 elaborou a lista "100 Greatest Songs of the 90s", e posicionou esta canção em 80o lugar. Ela também colocou esta canção na 2a posição de sua lista "40 Greatest One-Hit Wonders of the 90s". Em 2010, a canção ficou na 8a posição da lista "The 100 Worst Songs Ever" elaborada pelo AOL Radio.
Por fim, a MTV Brasil posicionou o videoclipe desta canção na posição 140 dos "140 vídeos que mais marcaram o Top 20 Brasil".

## Desempenho nas Paradas Musicais
| Chart (1991-1992)                              | Peak position |
| ---------------------------------------------- | ------------- |
| Austrália (ARIA)                               | 1             |
| Áustria (Ö3 Austria Top 75)                    | 1             |
| Bélgica (Ultratop 50 de Flandres)              | 3             |
| Canada Top Singles (RPM)                       | 2             |
| O campo songid é OBRIGATÓRIO PARA PARADA ALEMÃ | 14            |
| Ireland (IRMA)                                 | 1             |
| Países Baixos (Dutch Top 40)                   | 19            |
| Nova Zelândia (Recorded Music NZ)              | 1             |
| Noruega (VG-lista)                             | 2             |
| Suécia (Sverigetopplistan)                     | 8             |
| UK Singles (The Official Charts Company)       | 2             |
| United States                                  | 1             |
| Chart (2007)                                   | Peak position |
| UK Singles (The Official Charts Company)       | 56            |

| End of year chart (1992) | Posição |
| ------------------------ | ------- |
| U.S. Billboard Hot 100   | 13      |

| Chart (1990–1999)      | Position |
| ---------------------- | -------- |
| U.S. Billboard Hot 100 | 79       |

| Precedido por "Don't Cry" by Guns N' Roses                                       | Irish Singles Chart number-one single 3 October 1991 – 10 October 1991 (1 week)  | Sucedido por "(Everything I Do) I Do It for You" by Bryan Adams |
| Precedido por "The Fly" by U2                                                    | Australian Singles Chart 10 November 1991 (3 weeks)                              | Sucedido por "Black or White" by Michael Jackson                |
| Precedido por "Black or White" by Michael Jackson                                | New Zealand Singles Chart 19 January 1992 (1 week)                               | Sucedido por "Live and Let Die" by Guns N Roses                 |
| Precedido por "Das Boot" by U 96                                                 | Austrian Singles Chart 5 April 1992 (1 week)                                     | Sucedido por "Das Boot" by U 96                                 |
| Precedido por "Don't Let the Sun Go Down on Me" by George Michael and Elton John | Billboard Hot 100 number-one single 8 February 1992 – 22 February 1992 (3 weeks) | Sucedido por "To Be with You" by Mr. Big                        |